# سایاکو کوراموتو
سایاکو کوراموتو (انگلیسی: Sayako Kuramoto؛ زادهٔ ۲۳ ژوئیهٔ ۱۹۸۳) صداپیشه، بازیگر، و شخصیت‌های تلویزیونی در ژاپن اهل ژاپن است.